# Rae Jenkins
Rae Jenkins, rodným jménem Henry Horatio Jenkins, (19. dubna 1903 – 29. března 1985) byl velšský houslista a hudební skladatel. Narodil se v Ammanfordu jako syn horníka. Ve svých čtyřech letech začal hrát na housle. Později studoval na londýnské konzervatoři Royal Academy of Music. Studoval zde hru na violu pod vedením Lionela Tertise a dirigování pod vedením Henryho Wooda. V letech 1942 až 1946 dirigival orchestr BBC Midland Light Orchestra, následně BBC Variety Orchestra a v letech 1950 až 1965 BBC Welsh Orchestra. Byl nositelem Řádu britského impéria. Ke konci života žil ve Skotsku, kde se věnoval rybaření. Zemřel v roce 1985 ve věku 81 let.